# Liceul Nanchun din Chaozhou
Liceul Nanchun (Chineză: 潮州市南春中学) este un liceu situat în orașul Chaozhou, din Provincia Guangdong, Republica Populară Chineză. A fost fondat în 1976. 

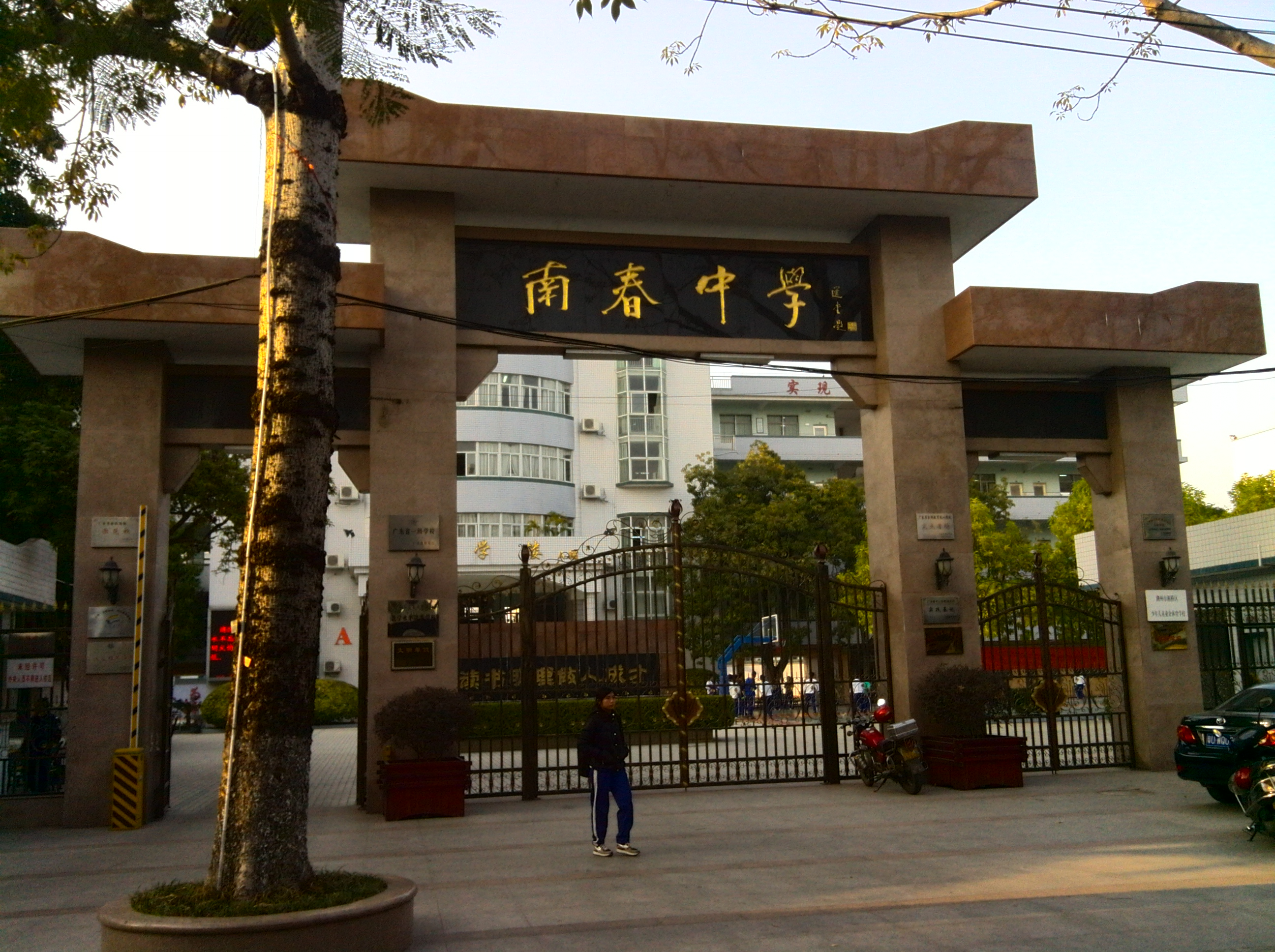
Școala

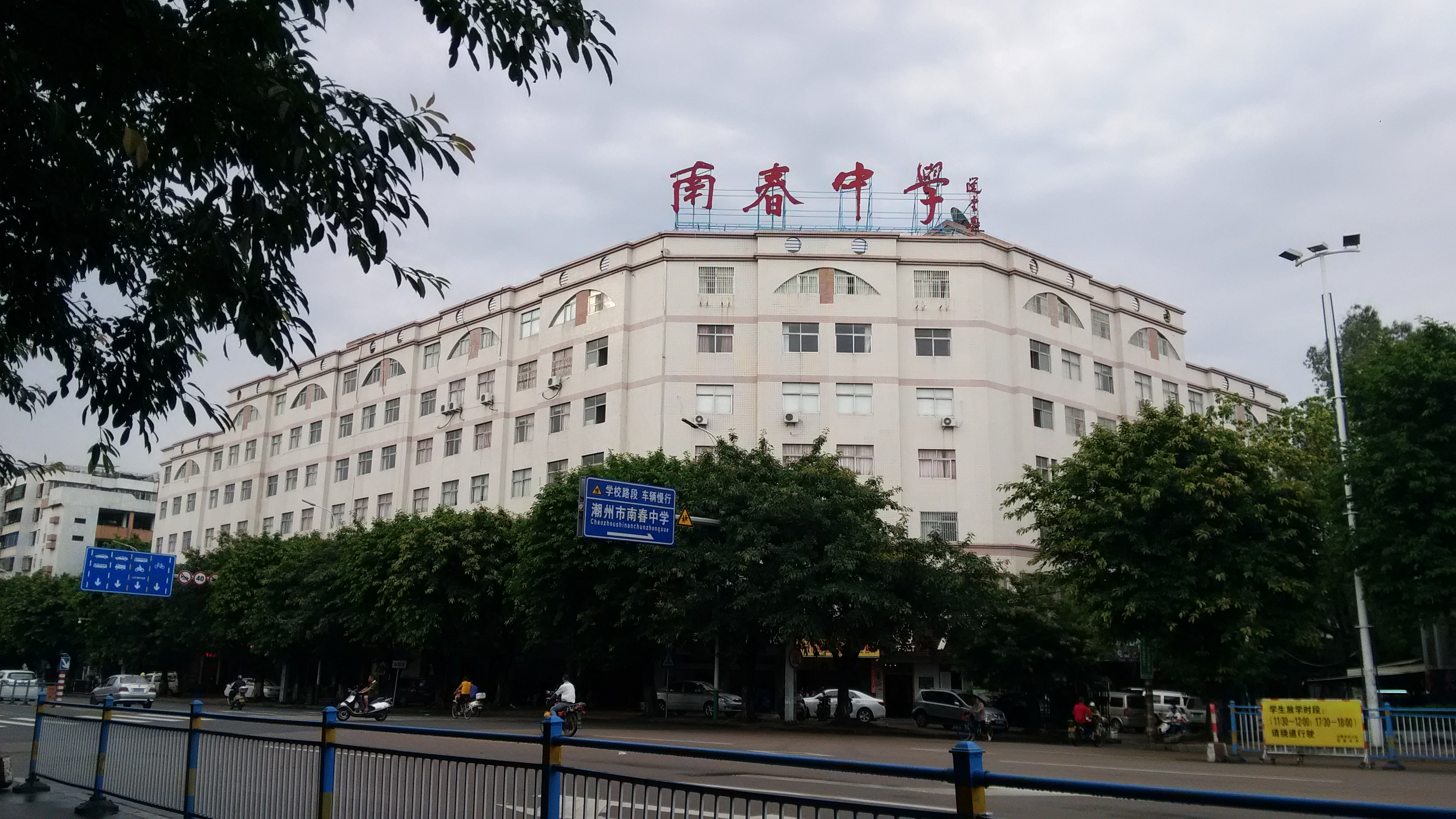
Clădirea de științe

## legături externe
- Site-ul oficial al Liceului Chaozhou Nanchun Arhivat în 2 februarie 2015, la Wayback Machine.